# Peter Horton (chanteur)
Pour l’article homonyme, voir Peter Horton.
Peter Müller, mieux connu sous le nom Peter Horton et anciennement Peter Horten, né le 19 septembre 1941 à Feldsberg (alors en Allemagne) et mort le 22 septembre 2023, est un chanteur, compositeur et écrivain autrichien.
Il est notamment connu pour avoir représenté l'Autriche au Concours Eurovision de la chanson 1967 à Vienne avec la chanson Warum es hunderttausend Sterne gibt.

## Biographie

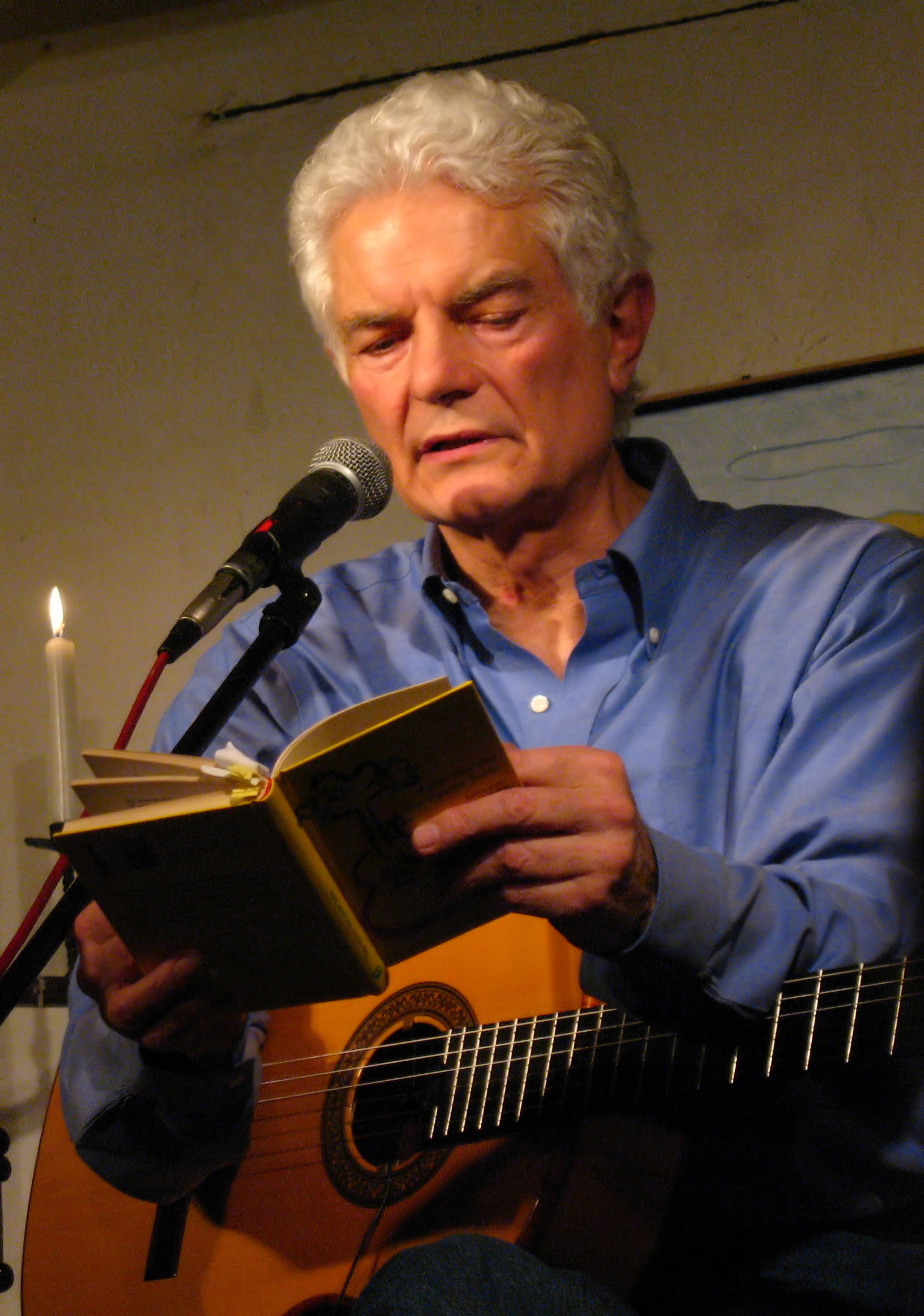
Peter Horton en 2008 à Irsee en Bavière.

## Discographie

### Albums studio
- 1970 : Zwischen Himmel und Erde
- 1971 : Intercontinental
- 1972 : Horton's Erzählungen
- 1975 : Irgendwie geht es immer (mini-album)
- 1975 : Solang du in dir selber nicht zuhause bist
- 1976 : Ein Mann geht auf dem Asphalt
- 1978 : Lieder, die wie Falken sind
- 1979 : Will Deine Seele mit Dir singen
- 1981 : Vierzig Jahre Leben
- 1984 : Komm näher
- 1985 : Guitarero (avec Toots Thielemans et Kuno Schmid)
- 1995 : Im Dezember des Jahrtausends
- 2001 : Oceans Inside / Meditative Musik für Gitarre und Synth.
- 2001 : Wild Silence / Meditative Musik für Gitarre und Synth.
- 2001 : Loving Hands / Meditative Musik für Gitarre und Synth.
- 2007 : Wilde Gärten (CD-Album 2007)
- 2011 : Personalissimo
- 2011 : Winterflüstern
- 2014 : Guitarissimo XL (avec Tommi Müller, Sigi Schwab et Andreas Keller)

### Albums en public
- 1977 : Live – Schmunzellieder aus Wien
- 1983 : Wer andern nie ein Feuer macht.

### Compilation
- 1976 : Liederbuch.

### Singles
- 1964 : Das tut meine Mary nie
- 1967 : Warum es hunderttausend Sterne gibt
- 1967 : Perché le stelle
- 1968 : Das kann uns nicht passieren
- 1968 : Land so wunderbar
- 1969 : Was geschieht
- 1970 : He-Ho-Ho-A-He
- 1970 : Den Schlüssel hast du
- 1970 : Caroline
- 1971 : Mrs. Robinson
- 1972 : Wer hat den Eiffelturm geklaut?
- 1972 : Es ist uns're Welt
- 1972 : Wann komt der Morgen
- 1972 : Der Kartendippler-Blues
- 1973 : Komm in die Laube
- 1974 : Ich kann machen was ich will
- 1975 : Wenn du nichts hast als die Liebe
- 1975 : Ein Schiff wird kommen
- 1975 : Solang du in dir selber nicht zuhause bist
- 1976 : Ich suchte wilde Rosen